# Coober Pedy
Coober Pedy sivatagos környezetben lévő, opálbányászatáról ismert kisváros Dél-Ausztráliában.

## Neve
Nevét a település körül található több ezer bányagödör alapján 1920-ban kapta, az őslakosok kupa-piti (am. „a fehér ember gödrei”) kifejezésének eltorzításával.

## Elhelyezkedése
Coober Pedy Dél-Ausztrália fővárosától, Adelaide-től északnyugati irányban található, a Stuart Highway országút mentén. A legközelebbi városok déli irányban Port Augusta (515 km), Adelaide (846 km), északi irányban Alice Springs (685 km), Tennant Creek (1173 km) és Darwin (2170 km). Keletre a néhány lakosú William Creek, északkeletre a kb. 200 lakosú Oodnadatta található, közel 200 kilométer távolságra.

## Megközelítése
Évtizedeken keresztül a települést csak földúton lehetett megközelíteni. 1987-ben készült el a szilárd burkolatú Stuart Highway országút, mely Port Augustából, Alice Springs érintésével halad Darwin felé. A Stuart Highway teljes hosszában menetrendszerű buszjárat működik. Két földút is vezet a városba, egyik az Oodnadatta településről jövő Oodnadatta Road, a másik a William Creek Road, mely a néhány lakosú William Creekbe vezet.
Évtizedeken keresztül a legközelebbi vasútállomás Oodnadattában volt, ahonnan az Oodnadatta Road földúton lehetett Coober Pedybe jutni. 1980-ban a régi vasutat megszüntették, helyette egy teljesen új vonalat építettek. Az új vasút szintén nem érinti a várost, de viszonylag közel húzódik tőle. A város számára Y-elágazás,  valamint a városba vezető földút létesült a 42 kilométerre nyugatra található Manguri állomáson. Az állomás elsősorban teherforgalmat bonyolít, de utasforgalom esetén megáll a hetente kétszer közlekedő The Ghan vonat. Mivel az állomáson külön személyzet nem található, elhagyatott helyen fekszik, utasok leszállását csak akkor engedélyezik, ha a városba szállításuk megoldott.
Cooper Pedynek nagy gépek fogadására alkalmas repülőtere is van. A menetrendszerű járatok mellett különgépeket is fogad,  sétarepülő és légitaxi szolgálatot is igénybe lehet venni. A városban autó és terepjáró bérelhető.

## Története

### A környék felfedezése
Az évezredek óta lakott környéken az őslakosok életét a víz és élelem keresése töltötte ki, utánuk település nem maradt fent. Az első európai expedíciót a skót John McDouall Stuart vezette a környékre, 1858-ban. Ekkoriban még úgy vélték, Ausztrália közepén egy hatalmas tó, vagy beltenger húzódik. 1861-re Stuart sikeresen átjutott a kontinensen, de csak sivatagokat talált. Az őslakók ösvényének nyomán felépült az első távíróvezeték, majd 1891-re a mai Coober Pedytől 180 kilométerrel keletebbre, Oodnadatta településig jutott a vasút. Oodnatatta lett egy időre a környék legfontosabb, települése, ahonnan tevekaravánokkal szállították az árukat észak felé. Coober Pedy környéke azonban lakatlan maradt az opál megtalálásáig.

### Az opál megtalálása

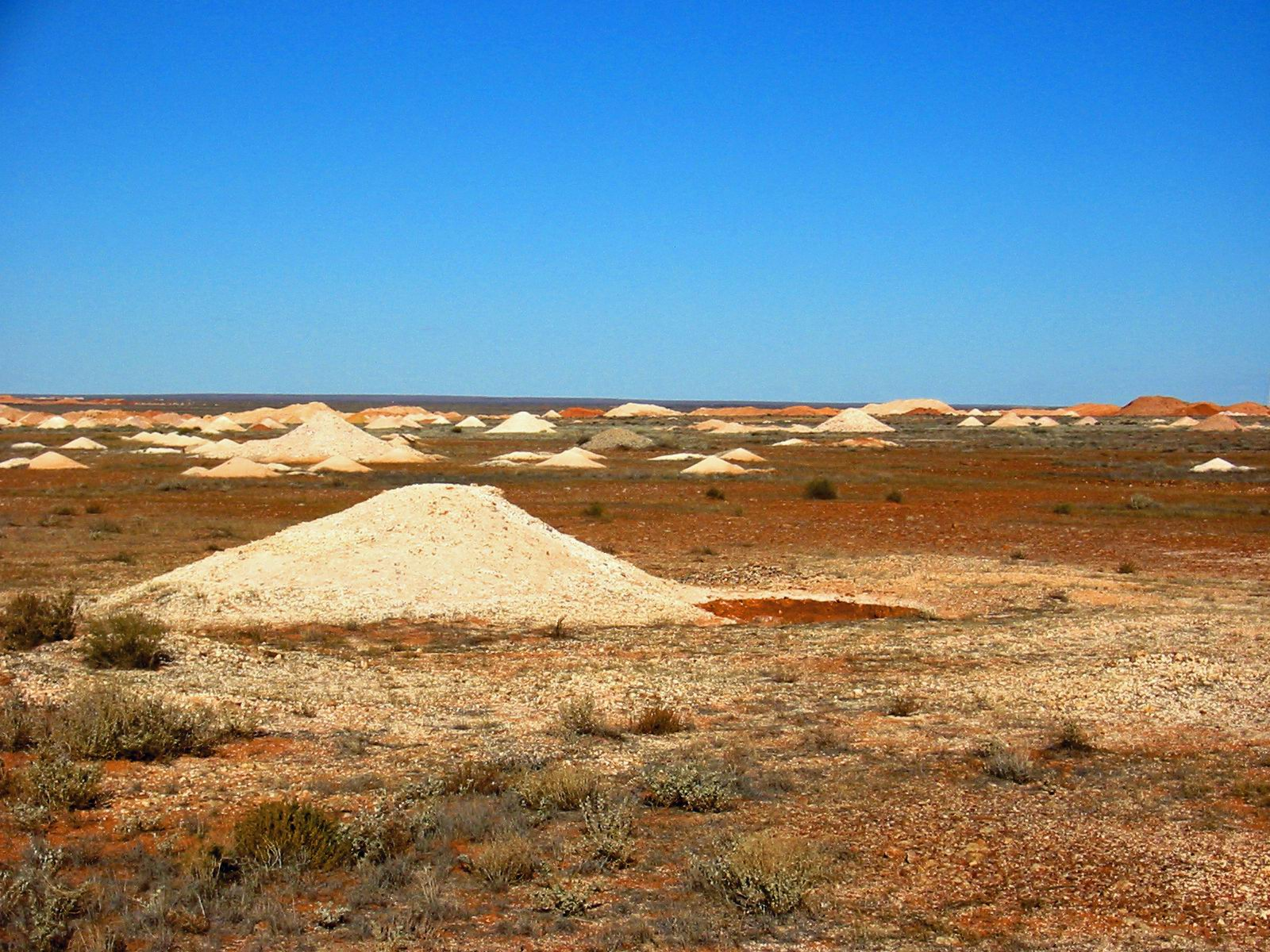
A bányagödrök meddőhányói

1915 januárjában három férfi, valamint az egyikük 14 éves fia, William Hutchison, a mai várostól délre aranyat keresett a környéken, de semmit sem találtak. Február elsején egy táborozáskor William elindult vizet keresni, ekkor néhány apró  opáldarabkát talált a földön. Egy hét keresés után egy komolyabb opáldarabot találták. 1916-ban kitört az opálláz. Hamarosan bányaüregek ezrei lepték el az opálmezőt. A felszínen minden egyes bányásznak mindössze 15,3 négyzetméternyi területet engedélyeztek, mára kb. 250 000 üreg van. Az akkoriban Stuart Range Opal Field nevű hely egy vadnyugati város képét nyújtotta azokban az években. 1946-ban újabb opálláz tört ki, amikor egy őslakos nő hatalmas opált talált. Az 1960-as években európai bevándorlók érkeztek, hogy opálbányászattal próbáljanak szerencsét. A mindössze kb. 2000 lakosú város napjainkban is a világ egyik legnagyobb opáltermelője.

## Élet Coober Pedyben

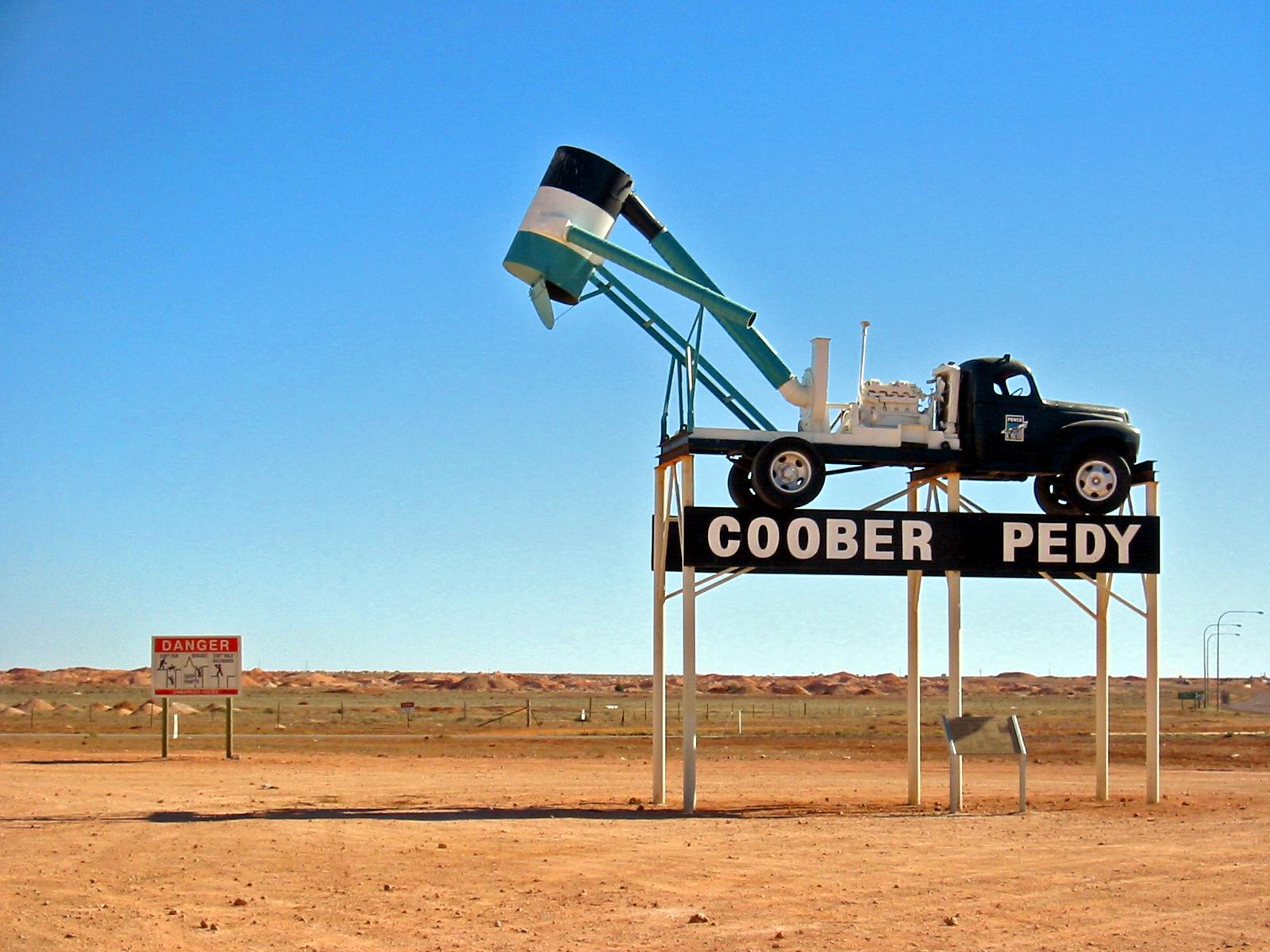
Városhatár

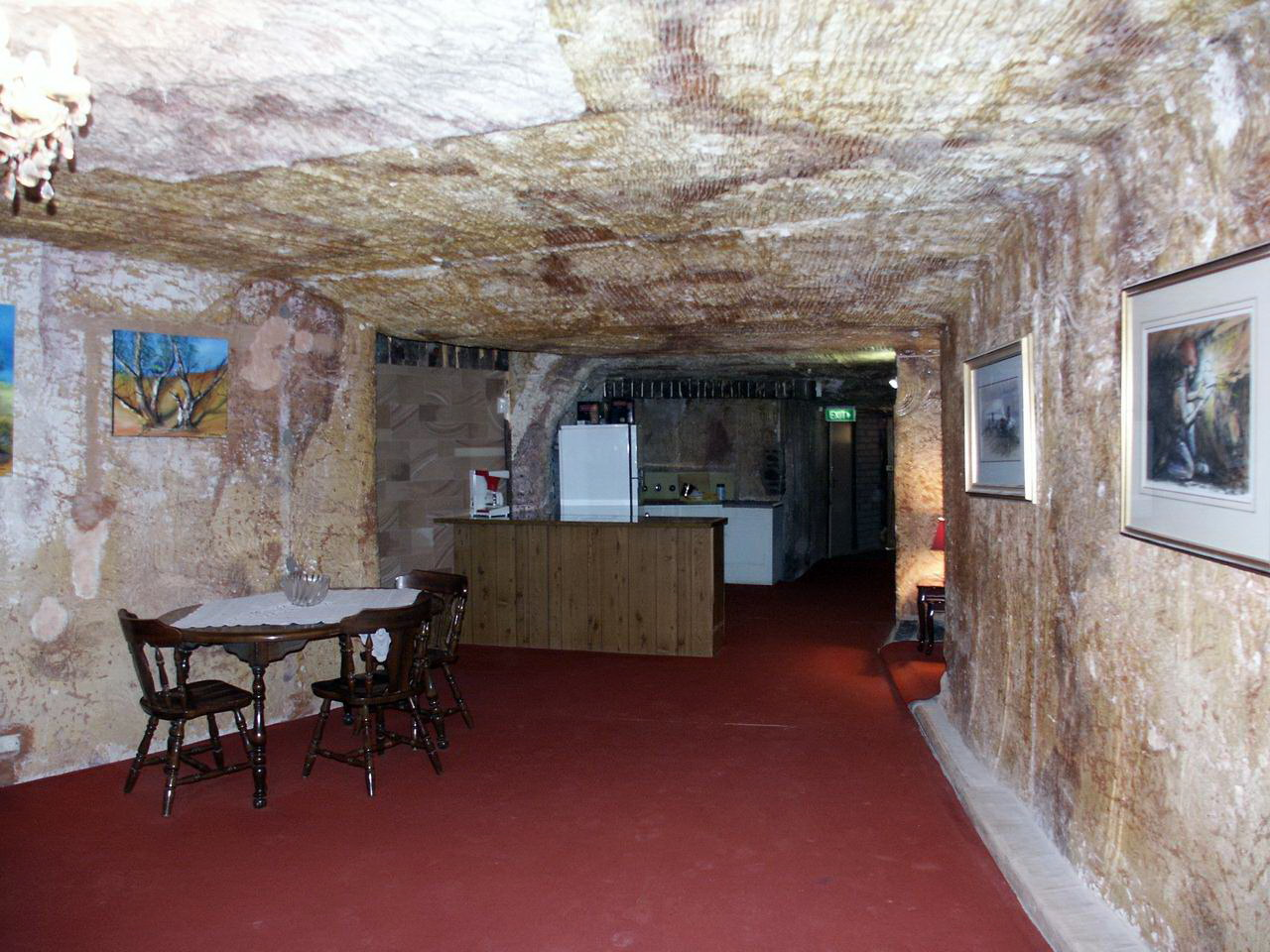
Föld alatti lakás

Sokak szerint Coober Pedy a Csillagok háborúja Tatuin bolygójára hasonlít leginkább. Félsivatagos környéken, egy lapályos, helyenként sziklás-dombos területen található. A környéket a bányaüregekből kihányt meddő kis dombjainak ezrei borítják. Coober Pedy inkább egy poros bányatelepre, mint európai értelemben vett városra hasonlít. Turisztikai vonzerejét is éppen világvégi jellegének, sehol máshol nem megtalálható hangulatának köszönheti. Mindössze két, mesterségesen fenntartott zöldterület van, egy kis park a város közepén, valamint a sportpálya. Mindenütt máshol csak kő és homok található.
A város gazdaságát az opálbányászat és a turizmus jelenti. Az opálbányászat egy igen nehéz és veszélyes munka, robbantásokkal, majd egész napi föld alatti csákányozással, lapátolással jár. Nagy cégek nagy bányái mellett a hagyományos aranyásáshoz hasonlóan, függetlenül is végzik. Úgy tartják, Coober Pedy a lakók életmódja miatt egy kemény város, ám amióta a turizmus felfedezte magának, ez sokat változott.
A nyáron elviselhetetlen meleg miatt általánossá vált a föld alatti élet. Ennek ötlete az első világháború földalatti bunkerjeiből hazatért katonáktól származott, akik hamar felismerték, hogy az ilyen ház megvéd az elviselhetetlen nyári melegtől, valamint az igen hideg éjszakáktól is. Mára a város lakosságának a fele ilyen, dugouts nevű föld alatti házakban él, melyeket főleg a kisebb dombocskák oldalába vájtak. Az olykor igen tágas lakások állandó hőmérsékletet és meglepő komfortot biztosítanak a lakóknak. A városnak a föld alatti lakóházakon kívül föld alatti szállodája és több temploma is van.
A város nincs összeköttetésben az országos elektromos hálózattal. Áramellátását Ausztrália legnagyobb dízelgenerátora, valamint egy szélerőmű biztosítja. A vizet 24 kilométer távolságból, egy föld alatti forrásból, föld alatti vezetéken szivattyúzzák. Minősége kiváló, de igen drága.

## Látványosságok

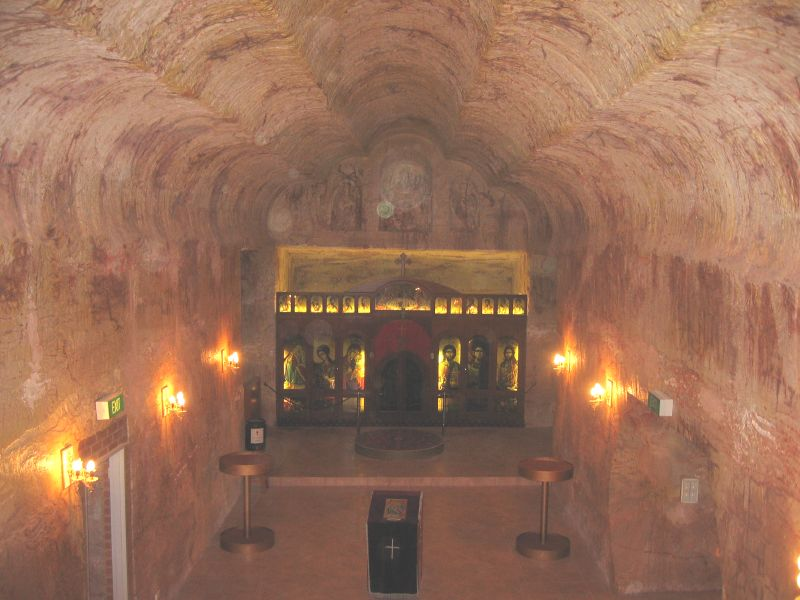
Földalatti templom

Turisták számára meghatározott helyeken engedélyezett a nem iparszerű, kézzel való opálkeresés. Lapát vagy más eszköz használatánál viszont engedélyt kell kérni. A város egyik érdekessége a Umoona Opal Mine & Museum, mely egy felhagyott opálbányában létesült. A földalatti múzeumban bemutatják az opálbányászat történetét, vezetések, aboriginal művészettel foglalkozó kiállítóterem, műalkotásokat és opál cikkeket árusító bolt is van. A másik múzeum egy elfeledett, majd véletlenül újra megtalált régi bányában van, ez az Old Timer's Mine. A városban nyár végén tartják meg az opálfesztivált.
A város egyik közismert lakója volt Crocodile Harry. Valószínűleg Litvániából érkezett, eredeti neve Arvid von Blumental báró, sosem tanult meg tökéletesen angolul. Fiatalabb korában krokodilvadász volt, majd a városban telepedett le, ahol alternatív művészettel és különféle tárgyak gyűjtésével foglalkozott. Különleges, sziklába vájt házában forgatták a Mad Max - Az Igazság Csarnokán innen és túl című film Jedediah, a pilóta barlangjának jelenetét. Háza mára múzeum. Crocodile Harry háza és a vele készült interjú látható Olivia Newton-John Olivia Down Under című zenés, országjáró videokazettáján. A város egyik érdekessége a kenguruárvaház (Josephine's Gallery & Kangaroo Orphanage).
A város számtalan földalatti látványossága közé tartozik a földalatti Desert Cave, Gallery & The Levels "underground" Bar galéria és bár, több templom, egy megtekinthető működő bánya, üzletek, galériák.
A város környékén való gyalogos séta esetén ügyelni kell a sokszor alig látható, jelöletlen, veszélyes bányaüregekre, melyekbe egyetlen rossz lépéssel bele lehet esni.

### A város környéke
A várostól 15 kilométerre északkeletre található a Moon Plain, ami egy, a Hold vagy a Mars felszínére hasonlító síkság, tőle nem messze látható a The Breakaways hegy, melynek két, barna és fehér sapkája só- és borshegyek, vagy aboriginal szóhasználat szerint fehér és barna kutya néven is ismert. A város és a közeli The Breakaways hegy látható a Priscilla, a sivatag királynőjének kalandjai filmben, a Moon Plain többek között a Pitch Black – 22 évente sötétség és a Vörös bolygó film forgatási helyszíne is volt. Szintén ebben az irányban látható a világ leghosszabb, nem közlekedési célú építménye, a dingókerítés (dingo fence).